# Губернатор Приморского края
Губернатор Приморского края — высшее должностное лицо Приморского края, руководитель высшего исполнительного органа государственной власти Приморского края — правительства Приморского края.

## История

### Исполнение обязанностей
В случае отсутствия губернатора края, невозможности выполнения им своих обязанностей, а также досрочного прекращения полномочий, его обязанности временно осуществляет первый вице-губернатор, а в его отсутствие — один из вице-губернаторов.

## Список губернаторов Приморского края
| № | Руководитель                           | Годы жизни            | Период руководства                                                                                | Политическая партия |
| - | -------------------------------------- | --------------------- | ------------------------------------------------------------------------------------------------- | ------------------- |
| 1 | Кузнецов Владимир Сергеевич            | род. 6 января 1954    | 8 октября 1991 — 24 мая 1993                                                                      | беспартийный        |
| 2 | Наздратенко Евгений Иванович           | род. 16 февраля 1949  | 24 мая 1993 — 6 февраля 2001                                                                      | беспартийный        |
| — | Дубинин Валентин Степанович (врио)     | род. 15 января 1946   | 9 февраля — 27 апреля 2001                                                                        | беспартийный        |
| — | Бельчук Игорь Львович (врио)           | род. 15 мая 1947      | 27 апреля — 7 мая 2001                                                                            | беспартийный        |
| — | Толстошеин Константин Борисович (врио) | род. 9 марта 1952     | 7 мая — 25 июня 2001                                                                              | беспартийный        |
| 3 | Дарькин Сергей Михайлович              | род. 9 декабря 1963   | 25 июня 2001 — 28 февраля 2012                                                                    | Единая Россия       |
| 4 | Миклушевский Владимир Владимирович     | род. 15 сентября 1967 | (врио 28 февраля — 16 марта 2012) 16 марта 2012 — 4 октября 2017 (врио 31 мая — 22 сентября 2014) | Единая Россия       |
| — | Тарасенко Андрей Владимирович (врио)   | род. 9 августа 1963   | 4 октября 2017 — 26 сентября 2018                                                                 | Единая Россия       |
| 5 | Кожемяко Олег Николаевич               | род. 17 марта 1962    | (врио 26 сентября — 20 декабря 2018) 20 декабря 2018 — н. в.                                      | Единая Россия       |